# Montaignac-sur-Doustre
Montaignac-sur-Doustre is een fusiegemeente (commune nouvelle) in het Franse departement Corrèze (regio Nouvelle-Aquitaine). De plaats maakt deel uit van het arrondissement Tulle. Montaignac-sur-Doustre is op 1 januari 2022 ontstaan door de fusie van de gemeenten Le Jardin en Montaignac-Saint-Hippolyte.  

## Geografie

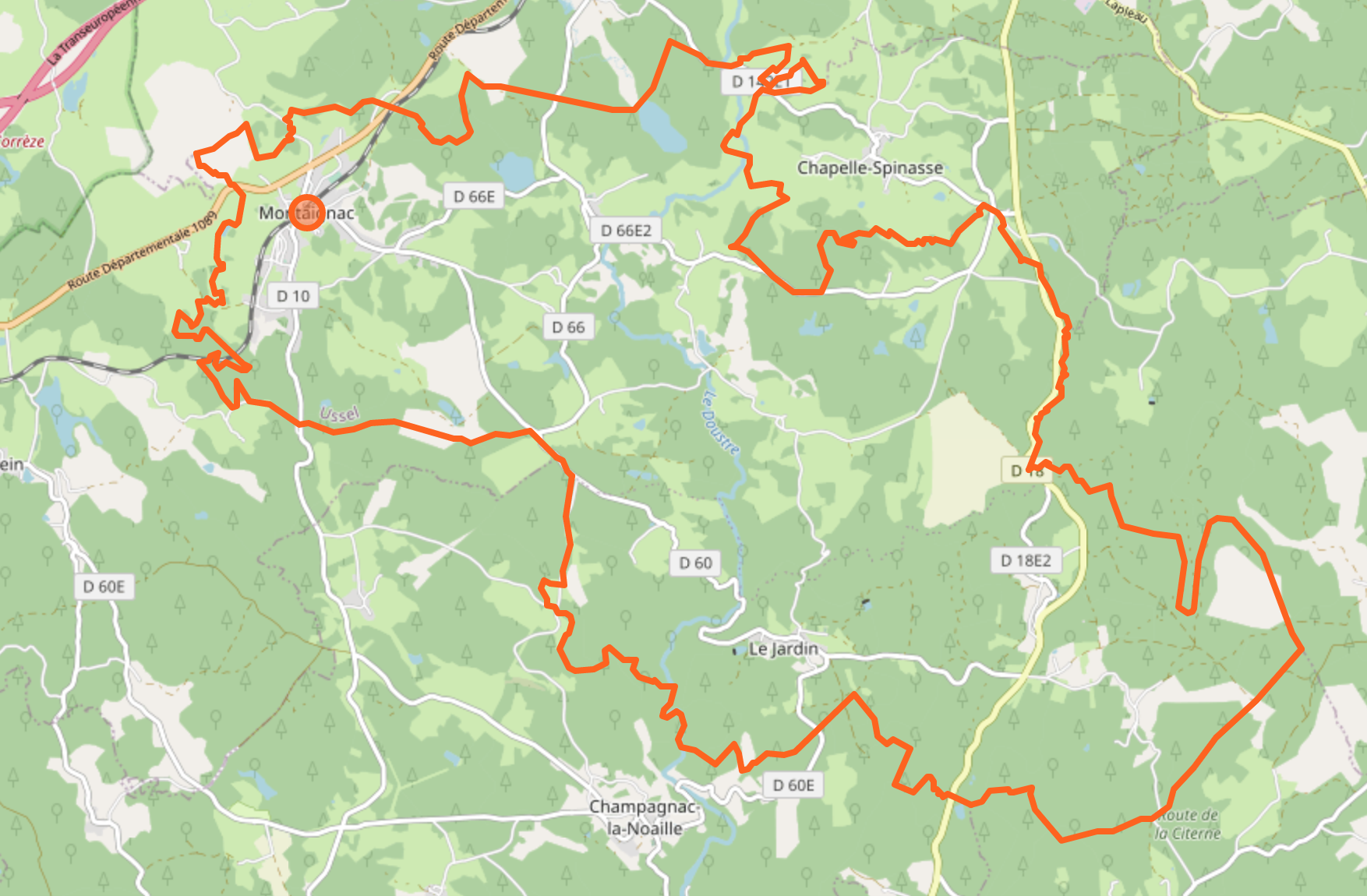
Kaart van de gemeente met de belangrijkste infrastructuur

## Verkeer
In de gemeente ligt de spoorweghalte Montaignac-Saint-Hippolyte .